# Sénateurs d'Ottawa (LHSQ-LHQ)
Pour les articles homonymes, voir Sénateurs d'Ottawa.
Les Sénateurs d'Ottawa sont un club de hockey sur glace d'Ottawa en Ontario au Canada . Il évolue dans la LHSQ-LHQ entre 1937 et 1955.

## Historique
Le club est créé en 1934.
Au milieu de la saison 1954-1955, l'équipe arrête ses activités.

## Récompenses
- LHSQ-LHQ
  - Champion: 1948, 1949
  - Finaliste: 1941, 1942, 1946, 1947, 1954